# گغام پطروسیان
گغام سوقومونی پطروسیان (ارمنی: Գեղամ Սողոմոնի Պետրոսյան؛ زادهٔ ۱۹۱۲ - درگذشته ۱۹۸۹) سیاستمدار اهل ارمنستان بود که از تاریخ ۱۹۶۲ تا تاریخ ۱۹۶۵ سمت وزارت کشاورزی ارمنستان را برعهده داشت.

## زندگی‌نامه
در در ۱۹۱۲ روستای ساریار به دنیا آمد و از دانشگاه دولتی ایروان فارغ‌التحصیل شد.  وی در ۱۹۸۹ در سن ۷۷ سالگی درگذشت و در آرامستان مرکزی ایروان (توخماخ) به خاک سپرده شد

## یادداشت
1. ↑  ?Փոքր Սարիար/Մեծ Սարիար